# Комбинированная лампа
Комбинированная лампа — электронная лампа, в которой сочетаются две и более ламп в одном баллоне. Лампы, содержащие в одном баллоне три и более системы электродов, называются компактронами, по сути, это ламповая микросборка.
Комбинированные (особенно двойные) лампы имеют большое распространение. Достоинствами комбинированных ламп являются экономия веса и габаритов, упрощение монтажа и экономия питания. Однако комбинированные лампы более сложны в изготовлении, и их стоимость, зачастую, превышает стоимость двух отдельных ламп.
Предназначены для преобразования частоты с одновременным автоматическим регулированием усиления, для усиления сигналов звуковых частот, и так далее. Применяются в супергетеродинных приёмниках, УНЧ, рациях, и так далее.  Лампы работают в любом положении. Выпускаются в стеклянном пальчиковом оформлении.

## Примеры комбинированных ламп производства СССР/России
- Двойные диоды 6Х2П, 6Х6С, 6Х7Б, 12Х3С;
- Двойные триоды 6Н1П, 6Н2П, 6Н3П, 6Н6П, 6Н23П, 6Н30П, 6Н8С, 6Н9С;
- Триод-пентод 6Ф1П, 6Ф3П, 6Ф4П, 6Ф5П, 6Ф12П;
- Триод-гептод 6И1П ,6И4П;
- Двойной пентод или тетрод 6Р4П, 6Р3С, 6Р1Г.